# Ievdokia Nosal
Ievdokia Ivanova Nosal (russe : Евдокия Ивановна Носаль, ukrainien : Євдокія Іванівна Носаль) est une pilote de guerre, aviatrice junior-lieutenant et vice-commandante d'escadron du 588e NBAP pendant la Seconde Guerre mondiale. Pour son service dans l'armée, elle reçoit à titre posthume le titre d'Héroïne de l'Union soviétique le 24 mai 1943 pour « l'accomplissement exemplaire de ses missions et sa démonstration de courage et d'héroïsme dans les batailles contre les envahisseurs fascistes allemands ». Elle est la première femme pilote honorée au cours de la Seconde Guerre mondiale,.

## Enfance et éducation
Nosal est née le 31 mars 1918 dans une famille de paysans ukrainiens dans le village de Burchak en République populaire ukrainienne, dans l'actuelle Ukraine. Elle travaille comme enseignante à Mykolaïv avant d'être diplômée en 1940 du club d'aviation de Kherson. Après ce diplôme, elle travaille comme instructrice de vol à Mykolaïv jusqu'à son entrée dans l'armée en 1941.

## Carrière militaire
Nosal rejoint l'armée en 1941, après le début de la Grande Guerre patriotique et est envoyée sur le Front du Sud en mai 1942, après l'achèvement de sa formation à la Engels Military Aviation School. Elle reçoit l'Ordre de l'Étoile rouge le 9 septembre 1942 ; après avoir fait 215 sorties de combat et fait tomber 31 tonnes de bombes sur les forces de l'Axe, elle reçoit l'Ordre du Drapeau rouge le 31 décembre 1942.
Après un décollage au cœur de la nuit le 22 avril 1943, et le bombardement d'une cible, le Po-2 que Nosal pilote est pris en chasse par un Messerschmitt Bf 110 allemand et attaqué par de lourds canons anti-aériens. Un tir atteint le cockpit et un morceau de shrapnel tue Nosal sur le coup. Sa navigatrice Glafira Kashirina réussi à reprendre les commandes et pose l'avion en toute sécurité sur l'aérodrome de destination. Nosal meurt durant sa 354e sortie, tôt dans la matinée du 23 avril 1943 ; elle a 25 ans,.
Elle est enterrée dans une fosse commune près de Krasnodar.

## Distinctions
- Héroïne de l'Union soviétique[10]
- Ordre de Lénine[10]
- Ordre du Drapeau rouge[6]
- Ordre de l'Étoile rouge[5]

## Hommages
- Chaque année, la fédération russe de trampoline organise un tournoi pour les jeunes nommé en sa mémoire à Krasnodar[11].